# Lijst van voetbalclubs aangesloten bij de Limburgsche Voetbalbond
Dit is een lijst van voetbalclubs die aangesloten en/of actief zijn geweest bij de Limburgsche Voetbalbond (LVB).
Vanaf 1940 waren clubs uit de regio van de Limburgsche Voetbalbond automatisch lid van de Limburgsche Voetbalbond zodra zij zich hadden ingeschreven bij de KNVB.

## Legenda
(1) achter de clubnaam - Zijn meerdere clubs met dezelfde naam geweest, echter zijn verschillende clubs.
   bij Lid sinds - Club is heropgericht of heringeschreven, echter de datum hiervan is onbekend.
   bij Lid tot - Club is uitgeschreven of opgeheven voor 1996, datum hiervan is echter onbekend.
—  bij Lid tot - Club is tot einde van de bond (1996) actief gebleven.
| Club                   | Plaats               | Lid sinds                                  | Lid tot                        | Bijzonderheden |
| ---------------------- | -------------------- | ------------------------------------------ | ------------------------------ | --- |
| AAC                    | Maastricht           | juli 1926                                  | september 1934                 | |
| VV Aalbeek (1)         | Aalbeek              | augustus 1924                              | december 1924                  | Was tussen 1921 en 1926 ook actief bij de RKLVB |
| VV Aalbeek (2)         | Aalbeek              | april 1936                                 | februari 1938                  | |
| ACC                    | Maastricht           | 1924                                       | juli 1926                      | Fuseerde in 1926 tot AAC |
| ADVEO                  | Oirsbeek             | september 1940                             | —                              | Was tot 1940 aangesloten bij de RKLVB |
| RKVV Almania           | Broeksittard         | augustus 1925 november 1930 september 1940 | augustus 1927 september 1932 — | Was tot 1925, tussen 1927 en 1930, tussen 1932 en 1940 aangesloten bij de RKLVB                                                                                        |
| VV Amby                | Maastricht           | augustus 1920                              | augustus 1923                  | |
| AVV America            | America              | september 1940                             | —                              | Was tot 1939 aangesloten bij de RKLVB, werd in 1939 ontbonden en in 1940 heropgericht                                                                                  |
| Amicitia               | Beek                 | februari 1910                              | Vraag                          | |
| Amicitia               | Leyenbroek           | maart 1923                                 | oktober 1924                   | Heroprichting, was voor de heroprichting aangesloten bij de RKLVB |
| Ammelie (1)            | Maastricht           | 1922                                       | juli 1926                      | Fuseerde in 1926 tot AAC |
| Ammelie (2)            | Maastricht           | september 1937                             | Vraag                          | |
| VV Amstenrade          | Amstenrade           | mei 1932                                   | september 1933                 | Was tot 1932 en na 1933 aangesloten bij de RKLVB |
| Armada (1)             | Schinnen             | 1912                                       | 1917                           | Was vanaf 1917 aangesloten bij de RKLVB |
| Armada (2)             | Schinnen             | 1920                                       | september 1924                 | Was vanaf 1924 aangesloten bij de RKLVB |
| Armada                 | Schimmert            | april 1912                                 | augustus 1915                  | |
| VV Armada              | Grevenbicht          | september 1940                             | —                              | |
| Astoria                | Heerlerheide         | augustus 1924                              | maart 1926                     | Heette in augustus 1924 Herta |
| ATC                    | Maastricht           | oktober 1921                               | 1924                           | Fuseerde in 1924 tot ACC |
| AVC (1)                | Asenray              | augustus 1928                              | december 1928                  | Was vanaf december 1928 aangesloten bij de RKLVB |
| VV Baarlo (1)          | Baarlo               | oktober 1911                               | oktober 1912                   | |
| VV Baarlo (2)          | Baarlo               | september 1940                             | —                              | Was tot 1940 aangesloten bij de RKLVB |
| VV Banholtia           | Banholt              | december 1930                              | oktober 1931                   | Was tot 1930 aangesloten bij de RKLVB |
| VV Beatrix             | Spekholzerheide      | februari 1939                              | december 1939                  | |
| Beersdalia             | Beersdal             | augustus 1926                              | juli 1929                      | |
| Belfeldia              | Belfeld              | november 1926 september 1940               | oktober 1927 —                 | Was tot 1926 en tussen 1927 en 1940 aangesloten bij de RKLVB |
| Benzenrader Boys       | Benzenrade           | september 1940                             | 1948                           | Was tot 1940 aangesloten bij de RKLVB |
| VV Berg '28            | Berg en Terblijt     | september 1940                             | —                              | Was tot 1940 aangesloten bij de RKLVB, heette tot 1968 Berg |
| BFV                    | Berg en Terblijt     | oktober 1922                               | Vraag                          | |
| Bieslandsche Boys      | Biesland             | september 1940                             | november 1950                  | Was tot 1940 aangesloten bij de RKLVB |
| VV Bieslo              | Beesel               | september 1940                             | —                              | Was tot 1940 aangesloten bij de RKLVB |
| VV Bingelrade          | Bingelrade           | november 1921                              | maart 1923                     | |
| VV Bleijerheide (1)    | Bleijerheide         | juni 1915                                  | november 1919                  | |
| VV Bleijerheide (2)    | Bleijerheide         | september 1923                             | augustus 1940                  | Was tot 1923 aangesloten bij de RKLVB onder de naam Sparta, fuseerde in 1940 tot VV Bleijerheide (3)                                                                   |
| VV Bleijerheide (3)    | Bleijerheide         | augustus 1940                              | 1954                           | Fuseerde in 1954 tot Roda Sport |
| VV Blerick             | Blerick              | augustus 1924                              | december 1926                  | Heette tot december 1924 Quick |
| SV Blerick             | Blerick              | september 1940                             | —                              | Was tot 1940 aangesloten bij de RKLVB, stond ook bekende onder de naam SVB                                                                                             |
| VV Bocholtz (1)        | Bocholtz             | mei 1915                                   | november 1917                  | |
| VV Bocholtz (2)        | Bocholtz             | september 1927                             | augustus 1928                  | |
| VV Boekoel (2)         | Boukoul              | februari 1924                              | juli 1933                      | |
| VV Boekoel (1)         | Boukoul              | september 1940                             | —                              | Was tot 1940 aangesloten bij de RKLVB |
| VV Borgharen (1)       | Borgharen            | september 1923                             | juli 1934                      | |
| VV Borgharen (2)       | Borgharen            | november 1925                              | Vraag                          | |
| VV Born                | Born                 | september 1940                             | —                              | Was tot 1940 aangesloten bij de RKLVB |
| Brevendia              | Stramproy            | september 1940                             | —                              | |
| Brughusia              | Broekhuizen          | september 1940                             | 1990                           | Was tot 1940 aangesloten bij de RKLVB, in 1990 gefuseerd tot SVEB |
| VV Brunssum            | Brunssum             | september 1931                             | januari 1938                   | |
| BSC                    | Buggenum             | september 1922                             | november 1923                  | |
| BSNA (1)               | Hoensbroek           | mei 1933                                   | februari 1935                  | |
| BSNA (2)               | Hoensbroek           | september 1937                             | augustus 1939                  | |
| BSV                    | Banholt              | november 1926                              | oktober 1927                   | |
| RKSV Buchten           | Buchten              | september 1940                             | —                              | Was tot 1940 aangesloten bij de RKLVB |
| VV Bunde               | Bunde                | september 1940                             | —                              | Was tot 1940 aangesloten bij de RKLVB |
| BVC '28                | Bingelrade           | september 1940                             | —                              | Was tot 1940 aangesloten bij de RKLVB, heette tot 1961 VV Bingelrade                                                                                                   |
| BVS                    | Bocholtzerheide      | december 1940                              | april 1941                     | |
| BVV '27                | Blitterswijck        | september 1940                             | —                              | Was tot 1940 aangesloten bij de RKLVB onder de naam BVV |
| BWM                    | Maastricht           | augustus 1937                              | februari 1941                  | |
| VV Caberg              | Caberg               | november 1923                              | februari 1938                  | |
| Cabergsche Boys        | Caberg               | oktober 1933                               | Vraag                          | |
| RK Caesar              | Beek                 | september 1940                             | november 1942                  | Was tot 1940 aangesloten bij de RKLVB, fuseerde in 1942 tot VV Caesar (3)                                                                                              |
| VV Caesar (2)          | Beek                 | september 1940                             | november 1942                  | Was tot 1940 aangesloten bij de RKLVB, fuseerde in 1942 tot VV Caesar (3)                                                                                              |
| VV Caesar (3)          | Beek                 | november 1942                              | —                              | |
| VV Cesar               | Beek                 | oktober 1911                               | juli 1914                      | |
| VV Chèvremont (1)      | Chevremont           | oktober 1912                               | november 1915                  | |
| VV Chèvremont (2)      | Chevremont           | september 1922 september 1927              | augustus 1931                  | |
| RKVV Chevremont        | Chevremont           | september 1940                             | —                              | Was tot 1940 aangesloten bij de RKLVB |
| Concordia (1)          | Maastricht           | september 1909                             | 1911                           | Opgegaan in MVV Maastricht |
| Concordia (2)          | Maastricht           | augustus 1924 juli 1924                    | september 1924                 | |
| DBE-Volharding         | Hoensbroek           | augustus 1929                              | Vraag                          | |
| DESO                   | Venlo                | april 1935                                 | juni 1938                      | |
| DETO                   | Heer                 | september 1940                             | november 1940                  | Was tot 1940 aangesloten bij de RKLVB |
| DEV-Arcen              | Arcen                | september 1940                             | —                              | Was tot 1940 aangesloten bij de RKLVB |
| DFC '29                | Lindenheuvel         | september 1929                             | Vraag                          | |
| DIS                    | Oirlo                | september 1940                             | —                              | |
| DNK                    | Valkenburg           | augustus 1912                              | februari 1913                  | |
| DRK                    | Heerlen              | december 1934                              | september 1936                 | Fuseerde in 1936 tot VV Heerlen (2) |
| DSO '30                | Venlo                | september 1940                             | september 1943                 | Was tot 1940 aangesloten bij de RKLVB onder de naam DSO |
| DSO                    | Schaesberg           |                                            | december 1915                  | |
| DSO                    | Venray               | juni 1910                                  | augustus 1915                  | |
| DSO                    | Venlo                |                                            | juni 1915                      | |
| DSS                    | Tegelen              | augustus 1928 september 1940               | november 1933 juni 1944        | Was tussen 1933 en 1940 aangesloten bij de RKLVB, fuseerde in 1944 tot Tegelse Herten                                                                                  |
| VV DVO                 | Sittard              | december 1940                              | —                              | |
| DVS                    | Roermond             | oktober 1934                               | juli 1936                      | |
| EFC                    | Echt                 | november 1912                              | augustus 1915                  | |
| RKVV Egge              | Brunssum             | maart 1934 september 1940                  | juli 1935 —                    | Heette tot maart 1934 Willem III, was tussen 1935 en 1940 aangesloten bij de RKLVB                                                                                     |
| VV Eijgelshoven        | Eygelshoven          | oktober 1912                               | december 1915                  | Heette tot november 1915 Emma |
| VV Eijsden (1)         | Eijsden              | oktober 1918                               | november 1927                  | Heette tot augustus 1921 ESV |
| VV Eijsden (2)         | Eijsden              | september 1940                             | —                              | Was tot 1940 aangesloten bij de RKLVB |
| Eijsdensche Boys       | Eijsden              | 1927                                       | juli 1933                      | Heette tot november 1931 MZM |
| VV Eperheide           | Eperheide            | oktober 1940                               | Vraag                          | |
| Erica-Well             | Well                 | oktober 1940                               | 1946                           | Opgegaan in EWC '46 |
| ESK                    | Heerlen              | juli 1923                                  | juli 1926                      | Heette tot augustus 1923 SDO |
| Espoir (1)             | Maastricht           | oktober 1909                               | februari 1912                  | |
| Espoir (2)             | Maastricht           | november 1915                              | november 1919                  | |
| EVV                    | Spekholzerheide      | oktober 1935                               | januari 1939                   | |
| EVV                    | Echt                 | september 1940                             | —                              | Was tot 1940 aangesloten bij de RKLVB |
| Excelsior '18          | Broekhuizenvorst     | september 1940                             | 1990                           | Was tot 1940 aangesloten bij de RKLVB, heette 1968 FCEB, fuseerde in 1990 tot SVEB                                                                                     |
| VV Excelsior           | Valkenburg           | februari 1910                              | Vraag                          | Stond ook bekend als Excelsior VC |
| Expansie               | Maastricht           | juli 1928                                  | juli 1933                      | |
| Expresse (1)           | Heerlen              | november 1921                              | augustus 1930                  | |
| Expresse (2)           | Heerlen              | april 1936                                 | februari 1941                  | |
| FCC                    | Heerlerheide         | september 1932                             | januari 1942                   | |
| FCH                    | Hoensbroek           | april 1936                                 | augustus 1945                  | |
| FCM                    | Maastricht           | 1932 september 1940                        | augustus 1934 —                | Was tot 1932 en tussen 1934 en 1940 aangesloten bij de RKLVB |
| FCV                    | Venlo                | september 1940                             | —                              | Was tot 1940 aangesloten bij de RKLVB |
| Fortuna                | Heer                 | november 1920                              | december 1921                  | Was tot 1920 en vanaf 1921 aangesloten bij de RKLVB |
| Furenthela             | Voerendaal           | september 1925                             | juli 1929                      | |
| VV Gebroek             | Gebroek-Maasniel     | augustus 1928                              | november 1930                  | Heette tot februari 1929 GVC, was vanaf 1930 aangesloten bij de RKLVB onder de naam RKGVC                                                                              |
| Geel Blauw             | Tegelen              |                                            | oktober 1919                   | |
| Geel Blauw             | Maastricht           | oktober 1940                               | Vraag                          | Heette tot december 1940 SCVD |
| Geel Rood              | Grevenbicht          | december 1938                              | december 1939                  | |
| Germania Voerendaal    | Voerendaal           | juli 1925                                  | januari 1928                   | Was tot 1925 aangesloten bij de RKLVB |
| Germanicus             | Roermond             |                                            | september 1910                 | In 1910 gefuseerd tot GSC |
| VV Germanicus          | Venlo                | augustus 1911                              | februari 1913                  | |
| Geulsche Boys          | Geulle               | september 1940                             | —                              | Was tot 1940 aangesloten bij de RKLVB |
| GFC '33                | Grubbenvorst         | september 1940                             | —                              | Was tot 1940 aangesloten bij de RKLVB onder de naam GFC, heette tot 1979 RKGFC                                                                                         |
| GMS                    | Merkelbeek           | augustus 1927                              | september 1927                 | Was vanaf 1927 aangesloten bij de RKLVB |
| Grande Vitesse         | Venlo                | maart 1940                                 | februari 1941                  | |
| SV Grashoek            | Grashoek             | september 1940                             | —                              | Was tot 1940 aangesloten bij de RKLVB |
| Groen Wit W.           | Weert                | september 1940                             | Vraag                          | Heette tot 1941 Groen Wit |
| RKSV Groene Ster       | Heerlerheide         | december 1926                              | —                              | |
| VV Groenstraat (1)     | Waubach              | september 1934                             | juli 1936                      | |
| VV Groenstraat (2)     | Waubach              | september 1940                             | november 1942                  | Was tot 1940 aangesloten bij de RKLVB |
| Gronsveldsche Boys (2) | Gronsveld            | september 1940                             | Vraag                          | Was tot 1940 aangesloten bij de RKLVB |
| GSV '28                | Genhout              | september 1940                             | —                              | Was tot 1940 aangesloten bij de RKLVB |
| VV Gulpen              | Gulpen               | november 1921                              | september 1922                 | |
| FC Gulpen              | Gulpen               | oktober 1940                               | —                              | |
| RKVV Haanrade          | Haanrade             | september 1940                             | —                              | Was tot 1940 aangesloten bij de RKLVB |
| RKVV Haelen            | Haelen               | 1947                                       | —                              | |
| RKVV Havantia (2)      | Meers                | september 1940                             | —                              | Was tot 1940 aangesloten bij de RKLVB |
| HBS (1)                | Maastricht           |                                            | februari 1910                  | In 1910 opgegaan in MVV |
| HBS (2)                | Maastricht           | november 1914                              | Vraag                          | |
| HBSV                   | Hout-Blerick         | september 1940                             | —                              | Was tot 1940 aangesloten bij de RKLVB |
| RKVV Heel              | Heel                 | september 1940                             | —                              | Was tot 1940 aangesloten bij de RKLVB, heette tot maart 1941 HVV |
| RKSV Heer              | Heer                 | september 1925 september 1935              | november 1933 —                | Was tussen 1933 en 1935 aangesloten bij de RKLVB |
| VV Heerderweg          | Maastricht           | mei 1934                                   | 1952                           | Fuseerde in 1952 tot RHC |
| VV Heerlen (1)         | Heerlen              | april 1912                                 | september 1915                 | |
| VV Heerlen (2)         | Heerlen              | september 1936                             | augustus 1938                  | |
| HVV Heerlen            | Heerlen              | mei 1917                                   | november 1920                  | |
| SV Heerlen             | Heerlen              | 1937 september 1940                        | juni 1938 —                    | Eerste elftal was tussen 1938 en 1940 aangesloten bij de RKLVB, heette tot 1946 RKVV Palemig                                                                           |
| Heerlen Sport (1)      | Heerlen              | november 1917                              | september 1936                 | Heette tot december 1922 ONS, fuseerde in 1936 tot VV Heerlen (2) |
| Heerlen Sport (2)      | Heerlen              | 1967                                       | —                              | |
| HFCO                   | Heerlen              | oktober 1909                               | oktober 1913                   | Ook bekende onder de naam Olympia |
| Heibloem Boys          | Heythuysen           | september 1940                             | februari 1941                  | Was tot 1940 aangesloten bij de RKLVB |
| VV Heijen              | Heijen               | september 1940                             | —                              | Was tot 1940 aangesloten bij de RKLVB, heette tot 1945 Concordia |
| RKVV Heilust           | Kerkrade             | september 1940                             | —                              | Was tot 1940 aangesloten bij de RKLVB, heette tot 1945 RKKVC, tussen 1945 en 1954 VV Spekholzerheide                                                                   |
| RKVV Heksenberg        | Heksenberg           | september 1940                             | —                              | Was tot 1940 aangesloten bij de RKLVB |
| VV Helden              | Helden               | november 1911                              | december 1914                  | |
| Helios '23             | Heerlen              | september 1940                             | —                              | Was tot 1940 aangesloten bij de RKLVB onder de naam Helios, heette eerder Helios H                                                                                     |
| VV Hendrik             | Rumpen               | oktober 1919                               | november 1920                  | |
| VV Herkenbosch         | Herkenbosch          | september 1934                             | juli 1936                      | |
| SV Heythuysen          | Heythuysen           | september 1940                             | —                              | Was tot 1940 aangesloten bij de RKLVB |
| HFC                    | Haelen               | september 1940                             | 1947                           | Was tot 1940 aangesloten bij de RKLVB, fuseerde in 1947 tot RKVV Haelen                                                                                                |
| VV Hoensbroek          | Hoensbroek           | oktober 1914                               | september 1915                 | |
| SV Hoensbroek          | Hoensbroek           | november 1921                              | 1964                           | Heette tot juni 1925 VV Overbroek, fuseerde in 1964 tot EHC |
| Hoensbroeksche Boys    | Hoensbroek           | september 1940                             | mei 1941                       | Heette tot januari 1941 SCH |
| Hollandia              | Vaals                | juni 1916                                  | Vraag                          | |
| VV Holtum              | Holtum               | september 1940                             | —                              | Was tot 1940 aangesloten bij de RKLVB |
| KSV Horn               | Horn                 | september 1940                             | —                              | |
| Houthemer VC           | Houthem              | februari 1910                              | Vraag                          | |
| HUF                    | Maastricht           | november 1931                              | juli 1933                      | |
| VV Hulsberg            | Hulsberg             | oktober 1923                               | februari 1926                  | Heette tot april 1924 ATC |
| Hulsbergsche Boys      | Hulsberg             | september 1940                             | Vraag                          | Was tot 1940 aangesloten bij de RKLVB |
| Huskensche Boys (1)    | Heerlen              | augustus 1927                              | juli 1929                      | |
| Huskensche Boys (2)    | Heerlen              | september 1935 september 1940              | september 1938 1953            | Was tussen 1938 en 1940 aangesloten bij de RKLVB |
| VV IASON               | Houthem              | 1944                                       | —                              | Was eerder aangesloten bij de RKLVB |
| SC Irene               | Tegelen              | 1949                                       | —                              | |
| Itietcico              | Heerlen              | september 1923                             | maart 1924                     | |
| Ittersche Boys         | Itteren              | september 1940                             | Vraag                          | Was tot 1940 aangesloten bij de RKLVB |
| IVO Velden             | Velden               | september 1940                             | —                              | Was tot 1940 aangesloten bij de RKLVB |
| VV IVS                 | Berg aan de Maas     | september 1940                             | —                              | Was tot 1940 aangesloten bij de RKLVB |
| VV Jabeek              | Jabeek               | september 1940                             | Vraag                          | |
| Juliana                | Spekholzerheide      | oktober 1913 augustus 1921                 | 1917 1954                      | Heette tot november 1913 en tussen september 1941 en augustus 1945 VV Spekholzerheide, was tussen 1917 en 1921 aangesloten bij de RKLVB, fuseerde in 1954 tot Rapid JC |
| Juliana                | Susteren             | april 1930                                 | december 1931                  | Was vanaf 1931 aangesloten bij de RKLVB onder de naam VV Susteren (3)                                                                                                  |
| RKVV Juliana K         | Koningsbosch         | september 1940                             | —                              | Was tot 1940 aangesloten bij de RKLVB, heette tot 1973 VV Koningsbosch                                                                                                 |
| Juliana VC             | Meerssen             | 1909                                       | februari 1913                  | |
| Jupiter                | Roermond             | maart 1938                                 | september 1945                 | |
| Keerder Boys           | Cadier en Keer       | september 1940                             | februari 1941                  | Was tot 1940 aangesloten bij de RKLVB |
| Kerkraadsche Boys      | Kerkrade             | februari 1929                              | juli 1933                      | |
| SV Kerkrade            | Kerkrade             | september 1940                             | —                              | Was tot 1940 aangesloten bij de RKLVB, fuseerde in 1954 tot Roda Sport                                                                                                 |
| KEV                    | Heerlen              | september 1926                             | —                              | |
| Kimbria                | Maastricht           | september 1940                             | 1965                           | Was tot 1940 aangesloten bij de RKLVB, fuseerde in 1965 tot MKC |
| RKVV Kolonia           | Schaesberg           | november 1921 september 1928               | november 1926 —                | Was tussen 1926 en 1928 aangesloten bij de RKLVB |
| Koningin Wilhelmina    | Rimburg              | oktober 1909                               | augustus 1915                  | |
| SV Kronenberg          | Kronenberg           | september 1940                             | —                              | Was tot 1940 aangesloten bij de RKLVB, heette tot 1972 RKVV Kronenberg                                                                                                 |
| KSV                    | Kerkrade             | februari 1915                              | Vraag                          | |
| KVC                    | Kouvenrade           | september 1919                             | september 1919                 | |
| KVC (2)                | Kessel               | september 1940                             | —                              | Was tot 1940 aangesloten bij de RKLVB |
| KVC Oranje             | Kerkrade             | november 1911 februari 1921 maart 1938     | november 1917 oktober 1938 —   | Was tot 1921 aangesloten bij de RKLVB, heette tussen 1921 en 1937 KVC Kerkrade, tussen 1937 en 1951 FCK                                                                |
| KVS                    | Kerkrade             | november 1915                              | november 1919                  | |
| KVV                    | Herkenbosch          | januari 1928                               | Vraag                          | |
| KVV                    | Cadier en Keer       | september 1921                             | 1922                           | |
| SV Laar                | Laar (Weert)         | september 1940                             | —                              | Was tot 1940 aangesloten bij de RKLVB onder de naam RKLSV |
| VV Laura               | Eygelshoven          | september 1940                             | —                              | Was tot 1940 aangesloten bij de RKLVB |
| VV Lauradorp           | Lauradorp            | november 1931                              | maart 1935                     | |
| L'Avenir               | Roermond             | oktober 1922                               | december 1924                  | |
| L'Avenir (1)           | Maastricht           | oktober 1912                               | december 1915                  | |
| L'Avenir (5)           | Maastricht           | september 1919                             | november 1920                  | Heette tot oktober 1919 WVC |
| L'Avenir (2)           | Maastricht           | november 1920                              | oktober 1921                   | Fuseerde in 1921 tot ATC |
| L'Avenir (3)           | Maastricht           | februari 1929                              | augustus 1931                  | |
| L'Avenir (4)           | Maastricht           | oktober 1931                               | oktober 1931                   | |
| VV De Leeuw            | Brunssum             | september 1935                             | december 1939                  | |
| VV Leeuwen             | Leeuwen              | september 1940                             | Vraag                          | Was tot 1940 aangesloten bij de RKLVB |
| VV Lemiers (1)         | Lemiers              | november 1923                              | december 1924                  | |
| VV Lemiers (2)         | Lemiers              | november 1931                              | maart 1935                     | |
| RKVV Lemirsia          | Lemiers              | december 1941                              | —                              | |
| RKSV Leonidas-W        | Maastricht           | oktober 1940                               | —                              | |
| Leonidas               | Schimmert            | oktober 1909                               | februari 1912                  | |
| L'Espoir (1)           | Maastricht           | oktober 1920                               | maart 1926                     | |
| L'Espoir (2)           | Maastricht           | juli 1927                                  | juli 1933                      | |
| L'Espoir (3)           | Maastricht           | november 1938                              | februari 1942                  | |
| VV Limbricht           | Limbricht            | september 1940                             | —                              | Was tot 1940 aangesloten bij de RKLVB |
| Limburgia              | Vaals                | oktober 1915                               | oktober 1918                   | |
| Limburgia              | Maastricht           | november 1920                              | februari 1923                  | |
| Limburgia              | Venlo                | februari 1923                              | februari 1926                  | |
| Limburgia              | Sittard              | juli 1927                                  | augustus 1936                  | |
| SV Limburgia           | Brunssum             | mei 1920                                   | —                              | Heette tot mei 1927 Rhenania, tussen mei 1927 en juli 1936 VV Staatsmijn Hendrik                                                                                       |
| VV Limdraad            | Blerick              | augustus 1939                              | maart 1942                     | |
| VV Limmel              | Limmel               | oktober 1912                               | oktober 1913                   | |
| RKFC Lindenheuvel      | Geleen               | september 1940                             | —                              | Was tot 1940 aangesloten bij de RKLVB |
| VV Linne (1)           | Linne                | september 1922                             | augustus 1923                  | |
| VV Linne (2)           | Linne                | september 1940                             | —                              | Was tot 1940 aangesloten bij de RKLVB onder de naam Excelsior |
| Littorio               | Heerlen              | september 1940                             | januari 1942                   | Was tot 1940 aangesloten bij de RKLVB |
| LONGA G                | Grevenbicht          | september 1940                             | juni 1941                      | Was tot 1940 aangesloten bij de RKLVB, heette tot maart 1941 LONGA |
| De Looyer              | Maastricht           | oktober 1923                               | oktober 1931                   | |
| SV Lottum              | Lottum               | september 1940                             | —                              | Was tot 1940 aangesloten bij de RKLVB, heette tot 1982 RKLVV |
| VV LTM                 | Heerlen              | juli 1934                                  | februari 1938                  | |
| LVC                    | Limmel               | 1922                                       | augustus 1923                  | |
| Maarlandia             | Maarland             | november 1925                              | augustus 1927                  | |
| VV Maasniel (1)        | Maasniel             | oktober 1927                               | september 1936                 | Heette tot januari 1928 MVC, was vanaf 1936 aangesloten bij de RKLVB                                                                                                   |
| VV Maasniel (2)        | Maasniel             | juni 1941                                  | 1945                           | In 1945 gefuseerd tot SVVM |
| VV Maastricht (2)      | Maastricht           | juni 1925                                  | december 1926                  | |
| VV Maastricht (3)      | Maastricht           | juni 1931                                  | oktober 1931                   | Was tot 1931 aangesloten bij de RKLVB |
| VV Maastricht (4)      | Maastricht           | juni 1932                                  | juli 1933                      | |
| VV Maastricht (5)      | Maastricht           | november 1934                              | juni 1942                      | |
| Maastrichtsche Boys    | Maastricht           | december 1927                              | —                              | |
| Maasvogels (1)         | Maastricht           | augustus 1923                              | juli 1932                      | |
| Maasvogels (2)         | Maastricht           | maart 1935                                 | september 1940                 | |
| MAC                    | Maastricht           | oktober 1922                               | juni 1926                      | |
| VV Manresa             | Venlo                | mei 1923                                   | 1923                           | |
| Marsana                | Meerssen             | september 1940                             | 1965                           | Was tot 1940 aangesloten bij de RKLVB, fuseerde in 1965 tot SV Meerssen                                                                                                |
| SV Meerssen            | Meerssen             | 1965                                       | —                              | |
| Maurits (1)            | Lutterade            |                                            | augustus 1923                  | Was eerder aangesloten bij de RKLVB |
| Maurits (2)            | Lutterade            | augustus 1926                              | 1958                           | Heette tot 1936 VV Staatsmijn Maurits, in 1958 opgegaan in Fortuna '54                                                                                                 |
| SV Meerlo              | Meerlo               | september 1940                             | —                              | |
| VV Meerssen            | Meerssen             | maart 1935                                 | februari 1938                  | |
| SV Megacles            | Weert                | september 1940                             | —                              | Was tot 1940 aangesloten bij de RKLVB, heette tot januari 1942 Wit Zwart, tussen 1942 en 1963 Wit-Zwart '32                                                            |
| Merefeldia             | Nederweert           | oktober 1917                               | Vraag                          | |
| RKSV Merefeldia        | Nederweert           | september 1940                             | 1947                           | |
| Merselona              | Merselo              | september 1940                             | Vraag                          | Was tot 1940 aangesloten bij de RKLVB |
| RKSV Meterik           | Meterik              | september 1940                             | —                              | Was tot 1940 aangesloten bij de RKLVB |
| MFC                    | Maastricht           | augustus 1911                              | februari 1912                  | |
| MFC '28                | Mheer                | september 1940                             | Vraag                          | Was tot 1940 aangesloten bij de RKLVB |
| MGS                    | Venlo                | maart 1935                                 | september 1940                 | Was tot 1935 aangesloten bij de RKLVB |
| MHD                    | Mariahoop            | september 1940                             | —                              | Was tot 1940 aangesloten bij de RKLVB |
| Minor                  | Rolduc               | augustus 1918 december 1926                | januari 1928                   | |
| RKSV Minor             | Nuth                 | september 1940                             | —                              | Was tot 1940 aangesloten bij de RKLVB |
| Miranda                | Kerkrade             | augustus 1926                              | —                              | Heette tot december 1926 Leonidas |
| MKC                    | Maastricht           | 1965                                       | —                              | |
| MKVV                   | Maastricht           | november 1911                              | november 1914                  | |
| MSV                    | Merum                | september 1922                             | juni 1925                      | |
| MSV (1)                | Maastricht           | december 1909                              | september 1919                 | |
| MSV (2)                | Maastricht           | november 1919                              | november 1920                  | |
| MSV (3)                | Maastricht           | november 1920                              | november 1922                  | |
| MSV (4)                | Maastricht           | augustus 1926                              | september 1927                 | |
| MSV (5)                | Maastricht           | september 1930                             | juli 1936                      | Heette tot oktober 1933 SVS |
| MSV (6)                | Maastricht           | december 1931                              | juli 1933                      | |
| MVC '19                | Maasbree             | september 1940                             | —                              | Was tot 1940 aangesloten bij de RKLVB onder de naam MVC |
| MVV '02                | Maastricht           | 1908                                       | —                              | |
| MZM                    | Maastricht           | augustus 1920                              | september 1929                 | |
| VV Nattenhoven         | Nattenhoven          | oktober 1932                               | april 1935                     | |
| Nedinxo                | Venlo                | januari 1939                               | maart 1942                     | |
| VV Nieuw-Einde         | Heerlerheide         | juli 1924 oktober 1931                     | september 1930 1992            | Was in het seizoen 1930/31 aangesloten bij de RKLVB, in 1992 gefuseerd tot NEC '92                                                                                     |
| NVV (3)                | Noorbeek             | 1926                                       | augustus 1927                  | |
| NSM                    | Nagelbeek            | september 1926 juli 1927                   | december 1926 januari 1928     | |
| RKVV Obbicht           | Obbicht              | oktober 1931 september 1940                | juni 1935 —                    | Heette tot 1935 RKVV Sparta, was tot 1931 en tussen 1935 en 1940 aangesloten bij de RKLVB                                                                              |
| ODTSV                  | Tegelen              | oktober 1926                               | oktober 1931                   | |
| Offenbeeksche Boys (1) | Reuver               | september 1932                             | september 1934                 | |
| Offenbeeksche Boys (2) | Reuver               | augustus 1936                              | januari 1940                   | |
| VV Oirsbeek            | Oirsbeek             | september 1922                             | mei 1924                       | |
| Olympia                | Sittard              | oktober 1909                               | september 1910                 | |
| RKVV Olympia Weert     | Weert                | september 1934                             | januari 1939                   | Was tot 1934 aangesloten bij de RKLVB |
| OND                    | Heerlerheide         | september 1927                             | oktober 1928                   | Heette tot december 1927 Oranje Nassau, tussen december 1927 en januari 1928 HSV                                                                                       |
| ONH (1)                | Heerlen              | oktober 1915                               | december 1915                  | |
| ONH (2)                | Heerlen              | september 1936                             | september 1939                 | Was tot 1936 aangesloten bij de RKLVB, heette tot maart 1939 Rood Wit                                                                                                  |
| ONI                    | Venlo                | november 1940                              | oktober 1943                   | Heette tot december 1940 Pope |
| ONI                    | Heerlen              | oktober 1916                               | Vraag                          | |
| ONM                    | Schaesberg           | maart 1916                                 | oktober 1917                   | |
| SV Oostrum             | Oostrum              | september 1940                             | —                              | Was tot 1940 aangesloten bij de RKLVB |
| VV Ophoven             | Ophoven              | november 1914                              | november 1917                  | |
| Oranje                 | Beersdal             | september 1935                             | oktober 1938                   | Was tot 1935 aangesloten bij de RKLVB, heette tot augustus 1937 Beersdalsche Boys                                                                                      |
| RKVV Oranje Boys       | Oost-Maarland        | september 1940                             | —                              | Was tot 1940 aangesloten bij de RKLVB |
| VV Ospel               | Ospel                | november 1940                              | Vraag                          | |
| OSV                    | Reuver               |                                            | augustus 1929                  | Was vanaf 1929 aangesloten bij de RKLVB |
| OSW                    | Maastricht           | oktober 1920                               | Vraag                          | |
| VV Overeijs            | Overeys              | september 1940                             | Vraag                          | Was tot 1940 aangesloten bij de RKLVB |
| VV Palemig             | Heerlen              | november 1927                              | 1937                           | Was tot 1927 aangesloten bij de RKLVB, fuseerde in 1937 tot RKVV Palemig                                                                                               |
| RKVV Palemig           | Heerlen              | september 1938                             | september 1939                 | Eerste elftal was aangesloten bij de RKLVB |
| SV Panningen           | Panningen            | september 1940                             | —                              | Was tot 1940 aangesloten bij de RKLVB |
| VV Partij              | Partij               | september 1940                             | —                              | Was tot 1940 aangesloten bij de RKLVB |
| VV Passart             | Heerlen              | september 1940                             | —                              | Was tot 1940 aangesloten bij de RKLVB |
| Patronaat FC           | Maastricht           | augustus 1911                              | februari 1912                  | |
| Pope                   | Venlo                | juni 1926                                  | oktober 1930                   | |
| RKSV Tricht            | Maastricht           | september 1940                             | 1947                           | Was tot 1940 aangesloten bij de RKLVB, heette tot 1945 PSM |
| PSV '35                | Posterholt           | september 1940                             | —                              | Was tot 1940 aangesloten bij de RKLVB, heette tot november 1941 PSV |
| PVC                    | Maastricht           | oktober 1909                               | 1911                           | In 1911 gefuseerd tot MSV |
| PVS (2)                | Maastricht           | september 1940                             | juni 1941                      | |
| Quick                  | Venlo                | december 1909                              | september 1910                 | Opgegaan in VVV |
| Quick                  | Berg en Terblijt     | oktober 1911                               | november 1912                  | |
| Quick                  | Geleen               | juni 1914                                  | 1917                           | Was vanaf 1917 aangesloten bij de RKLVB |
| Quick '08              | Geleen               | september 1940                             | —                              | Was tot 1940 aangesloten bij de RKLVB, heette tot 1991 RKSV Geleen |
| Quick Boys '31         | Venlo                | september 1940                             | —                              | Was tot 1940 aangesloten bij de RKLVB, heette tot november 1941 Quick Boys                                                                                             |
| RAC                    | Roermond             | september 1922                             | juli 1933                      | |
| Ransdalia              | Klimmen-Ransdaal     | september 1940                             | juli 1941                      | Was tot 1940 aangesloten bij de RKLVB |
| RKSV Rapid             | Maastricht           | september 1940                             | —                              | Was tot 1940 aangesloten bij de RKLVB |
| RAV                    | Roermond             | november 1921                              | maart 1923                     | |
| RCC                    | Roermond             | november 1921                              | maart 1923                     | |
| RCM                    | Maastricht           | december 1926                              | april 1935                     | |
| RCV                    | Venlo                | augustus 1921                              | maart 1923                     | |
| Ready (1)              | Maastricht           | oktober 1919                               | augustus 1923                  | |
| Ready (2)              | Maastricht           | september 1923                             | oktober 1924                   | Heette tot januari 1924 Limburgia |
| Ready (3)              | Maastricht           | augustus 1926                              | augustus 1931                  | |
| Red Star               | Maastricht           | augustus 1929                              | oktober 1931                   | |
| RHC                    | Maastricht           | 1952                                       | —                              | |
| Rhenania               | Brunssum             | juli 1933 juli 1939                        | juli 1939 1948                 | |
| FC RIA                 | Nieuwstadt           | september 1940                             | —                              | Was tot 1940 aangesloten bij de RKLVB |
| VV Rimburg (1)         | Rimburg              | 1908                                       | februari 1912                  | |
| VV Rimburg (2)         | Rimburg              | 1921                                       | maart 1933                     | |
| VC Rimburg             | Rimburg              | november 1916                              | november 1919                  | |
| RKVV Rimburg           | Rimburg              | september 1930                             | —                              | Heette tot 1930 Wilhelmina |
| RIOS '31               | Echt                 | september 1940                             | —                              | Was tot 1940 aangesloten bij de RKLVB, heette tot november 1941 RIOS                                                                                                   |
| RKASV                  | Maastricht           | september 1940                             | —                              | Was tot 1940 aangesloten bij de RKLVB |
| RKAVC                  | Asenray              | september 1940                             | —                              | Was tot 1940 aangesloten bij de RKLVB, heette tot december 1940 AVC |
| RKBSV                  | Brunssum             | februari 1921                              | —                              | Was tot 1940 aangesloten bij de RKLVB |
| RKDFC                  | Merkelbeek           | september 1940                             | —                              | Was tot 1940 aangesloten bij de RKLVB, heette tot januari 1941 DFC, tussen januari en maart 1941 DFCM                                                                  |
| RKDSO                  | Lomm                 | september 1940                             | —                              | Was tot 1940 aangesloten bij de RKLVB onder de naam LVC |
| RKHBS                  | Heerlen              | september 1940                             | —                              | Was tot 1940 aangesloten bij de RKLVB |
| RKHSV                  | Heugem               | augustus 1945                              | —                              | Was tot 1936 aangesloten bij de RKLVB |
| RKMSV                  | Meijel               | september 1940                             | —                              | Was tot 1940 aangesloten bij de RKLVB, heette tot 1950 RKSV Meijel |
| RKMVC                  | Mechelen-Wittem      | september 1940                             | —                              | Was tot 1940 aangesloten bij de RKLVB |
| RKONS                  | Schaesberg           | september 1940                             | —                              | Was tot 1940 aangesloten bij de RKLVB |
| RKSNA                  | Montfort             | september 1940                             | —                              | Was tot 1940 aangesloten bij de RKLVB |
| RKSNE                  | Nieuw-Einde          | februari 1943                              | 1992                           | In 1992 gefuseerd tot NEC '92 |
| RKSVB                  | Ubachsberg           | september 1940                             | —                              | Was tot 1940 aangesloten bij de RKLVB |
| RKSVC                  | Caberg               | september 1940                             | Vraag                          | Was tot 1940 aangesloten bij de RKLVB |
| RKSVG                  | Gulpen               | september 1940                             | 1991                           | Was tot 1940 aangesloten bij de RKLVB |
| RKSVV                  | Simpelveld           | september 1940                             | 1947                           | Was tot 1940 aangesloten bij de RKLVB, in 1947 gefuseerd tot Simpelveldsche Boys                                                                                       |
| RKSVW                  | Wessem               | september 1940                             | —                              | Was tot 1940 aangesloten bij de RKLVB, heette tot 1945 RKWVV |
| RKTSV                  | Terwinselen          | september 1940                             | —                              | Was tot 1940 aangesloten bij de RKLVB |
| RKUVC                  | Ulestraten           | september 1940                             | —                              | Was tot 1940 aangesloten bij de RKLVB |
| RKVVE                  | Epen                 | september 1940                             | Vraag                          | |
| RKVVH                  | Hulsberg             | september 1940                             | 1970                           | Was tot 1940 aangesloten bij de RKLVB, in 1970 gefuseerd tot SV Hulsberg                                                                                               |
| RKVVL                  | Maastricht           | september 1940                             | —                              | Was tot 1940 aangesloten bij de RKLVB |
| RKVVM                  | Margraten            | september 1940                             | —                              | Was tot 1940 aangesloten bij de RKLVB, heette tot 1945 RKVV Margraten                                                                                                  |
| RKVVM                  | Maastricht           | september 1940                             | Vraag                          | |
| RKVVN                  | Neer                 | september 1940                             | Vraag                          | |
| RKVVV                  | Heer                 | september 1940                             | november 1942                  | Was tot 1940 aangesloten bij de RKLVB, heette tot december 1940 VVV |
| RKVVS                  | Stein                | januari 1931                               | oktober 1931                   | Was tot 1929 en vanaf 1931 aangesloten bij de RKLVB onder de naam VVS                                                                                                  |
| VV Roermond (1)        | Roermond             | oktober 1911                               | februari 1914                  | |
| VV Roermond (2)        | Roermond             | oktober 1922                               | januari 1924                   | |
| RFC Roermond           | Roermond             | 1922                                       | —                              | Heette tot 1924 Roermondia |
| Roermondia             | Roermond             | januari 1910                               | september 1910                 | |
| Roermondia             | Roermond             | oktober 1916                               | oktober 1918                   | Was vanaf 1918 aangesloten bij de RKLVB |
| Roermondia '55         | Roermond             | september 1938                             | 1961                           | Heette tot 1949 RVV, tussen 1949 en 1955 RKRVV |
| Roermondsche Boys      | Roermond             | maart 1935                                 | december 1936                  | |
| SV Roggel              | Roggel               | september 1940                             | —                              | Was tot 1940 aangesloten bij de RKLVB |
| Rood Wit               | Eygelshoven          | november 1914                              | november 1916                  | |
| VV Roosteren (1)       | Roosteren            | december 1909                              | Vraag                          | |
| VV Roosteren (2)       | Roosteren            | september 1940                             | december 1940                  | Was tot 1940 aangesloten bij de RKLVB |
| RSC                    | Roermond             |                                            | oktober 1924                   | |
| RSV                    | Roermond             | november 1920                              | augustus 1923                  | |
| VV Rumpen (1)          | Rumpen               | juli 1923                                  | maart 1926                     | |
| VV Rumpen (2)          | Rumpen               | september 1934                             | juli 1936                      | |
| RKVV Rumpen            | Rumpen               | september 1940                             | 1945                           | In 1945 opgegaan in SV Limburgia |
| RVV '28                | Reuver               | september 1940                             | 1944                           | Was tot 1940 aangesloten bij de RKLVB, heette tot oktober 1941 RVV |
| RVV                    | Roermond             | oktober 1910                               | juni 1920                      | Heette tot september 1915 GSC |
| RVV                    | Roermond             | september 1922                             | oktober 1923                   | Was vanaf 1923 aangesloten bij de RKLVB |
| VV Sanderbout          | Sanderbout           | september 1940                             | —                              | Was tot 1940 aangesloten bij de RKLVB |
| SB                     | Spekholzerheide      | september 1932                             | maart 1942                     | |
| SCC                    | Swalmen              | februari 1924                              | januari 1925                   | Was tot 1923 aangesloten bij de RKLVB |
| VV Schaesberg (1)      | Schaesberg           | oktober 1915                               | november 1919                  | |
| VV Schaesberg (2)      | Schaesberg           | oktober 1920                               | 1922                           | |
| VV Scharn              | Maastricht           | oktober 1913                               | juni 1923                      | |
| RKVV Schilberg         | Schilberg (Echt)     | september 1940                             | Vraag                          | Was tot 1940 aangesloten bij de RKLVB |
| VV Schimmert           | Schimmert            | november 1940                              | —                              | |
| SV Schinnen            | Schinnen             | september 1940                             | —                              | Was tot 1940 aangesloten bij de RKLVB onder de naam Schinnensche Boys                                                                                                  |
| SV Schuttersveld       | Rumpen               | januari 1931                               | —                              | |
| SCK                    | Klimmen              | september 1940                             | december 1940                  | Was tot 1940 aangesloten bij de RKLVB |
| VV Servatius           | Venray               | september 1940                             | maart 1945                     | Was tot 1940 aangesloten bij de RKLVB, fuseerde in 1945 tot SV Venray                                                                                                  |
| Sparta '18             | Sevenum              | september 1940                             | —                              | Was tot 1940 aangesloten bij de RKLVB, heette tot 1966 RKVV Sevenum |
| SHH                    | Herten               | oktober 1940                               | —                              | |
| SHS                    | Hoensbroek           | september 1940                             | november 1942                  | Was tot 1940 aangesloten bij de RKLVB |
| SV Sibbe               | Sibbe                | september 1940                             | —                              | Was tot 1940 aangesloten bij de RKLVB |
| VV Sint Odiliënberg    | Sint Odiliënberg     | september 1926                             | augustus 1927                  | |
| VV Sint Pieter (1)     | Maastricht           | juli 1923                                  | september 1925                 | Opgegaan in VV Maastricht |
| VV Sint Pieter (2)     | Maastricht           | september 1926                             | juli 1933                      | |
| RKVV Sint Pieter       | Maastricht           | september 1940                             | —                              | Was tot 1940 aangesloten bij de RKLVB |
| VV Sittard (1)         | Sittard              | november 1911                              | november 1913                  | |
| VV Sittard (2)         | Sittard              | oktober 1913 september 1927                | september 1918 1950            | Heette tot nov 1913 Quick, was tussen 1918 en 1927 aangesloten bij de RKLVB, in 1950 gefuseerd tot RKSV Sittardia                                                      |
| RKSV Sittardia         | Sittard              | 1950                                       | 1954                           | Speelde vanaf 1954 betaald voetbal |
| Sittardia (1)          | Sittard              | november 1920                              | augustus 1922                  | |
| Sittardia (2)          | Sittard              | juli 1928                                  | juli 1933                      | |
| Sittardsche Boys       | Sittard              | augustus 1926 september 1940               | juni 1928 1950                 | Was 1928 en 1940 aangesloten bij de RKLVB, in 1950 gefuseerd tot RKSV Sittardia                                                                                        |
| SMIL                   | Heerlen              | oktober 1920                               | oktober 1922                   | |
| SNE                    | Nieuw-Einde          | september 1940                             | februari 1943                  | Was tot 1940 aangesloten bij de RKLVB, in 1943 gefuseerd tot RKSNE |
| Sparta                 | Sittard              | oktober 1909                               | mei 1910                       | |
| VV Spaubeek            | Spaubeek             | september 1940                             | —                              | Was tot 1940 aangesloten bij de RKLVB |
| RKVV Sportclub '25     | Bocholtz             | september 1940                             | —                              | Was tot 1940 aangesloten bij de RKLVB |
| SC Emma                | Hoensbroek           | oktober 1917                               | 1964                           | In 1964 gefuseerd tot EHC |
| Sportieve Ster (2)     | Heerlerheide         | augustus 1936                              | maart 1942                     | Was tot 1936 aangesloten bij de RKLVB |
| Sportlust              | Heerlen              | juni 1929                                  | Vraag                          | |
| VV Staatsmijn Emma     | Hoensbroek           | september 1915                             | oktober 1916                   | |
| VV Staatsmijn Hendrik  | Brunssum             | augustus 1921                              | juni 1923                      | |
| VV Staatsmijn Maurits  | Lutterade            | augustus 1921                              | december 1922                  | |
| VV Standaard           | Maastricht           | november 1932                              | —                              | |
| VV Standvastigheid     | Roermond             | november 1925                              | oktober 1931                   | Heette tot juli 1929 Constantia |
| VV Steenberg           | Hoensbroek           | september 1935                             | februari 1938                  | |
| Steenwegsche Boys      | Sittard              | september 1934                             | februari 1938                  | |
| VV Steijl              | Steijl               | augustus 1912                              | november 1919                  | |
| VV Steijl              | Steijl               | september 1940                             | 1949                           | Was tot 1940 aangesloten bij de RKLVB, in 1949 gefuseerd tot SC Irene                                                                                                  |
| VV Stein               | Stein                | september 1928                             | 1940                           | |
| RKSV De Ster           | Stein                | september 1940                             | —                              | Was tot 1940 aangesloten bij de RKLVB |
| VV Stevensweert        | Stevensweert         | november 1940                              | —                              | |
| Struchter Boys         | Strucht              | september 1940                             | —                              | Was tot 1940 aangesloten bij de RKLVB, heette tot 1942 FCS |
| SC Susteren            | Susteren             | 1951                                       | —                              | |
| VV Susteren (2)        | Susteren             | september 1927                             | januari 1931                   | |
| SVEB                   | Broekhuizenvorst     | 1990                                       | —                              | |
| SVH '39                | Herkenbosch          | september 1940                             | —                              | Was tot 1940 aangesloten bij de RKLVB, heeft in eerste instantie SVH en VV Herkebosch geheten                                                                          |
| VV SVM                 | Munstergeleen        | september 1939                             | —                              | Was tot 1939 aangesloten bij de RKLVB |
| SVM                    | Maastricht           | augustus 1920                              | augustus 1923                  | |
| SVME                   | Eijsden              | september 1940                             | —                              | Was tot 1940 aangesloten bij de RKLVB |
| SVN Landgraaf          | Nieuwenhagerheide    | september 1940                             | —                              | Was tot 1940 aangesloten bij de RKLVB |
| SVR                    | Maastricht           | september 1940                             | Vraag                          | Heette tot december 1942 VVR |
| SVS                    | Susteren             | september 1940                             | 1951                           | Was tot 1940 aangesloten bij de RKLVB, in 1951 gefuseerd tot SC Susteren                                                                                               |
| SVV Thor               | Swalmen              | december 1910                              | februari 1912                  | |
| SVVA                   | Steijl               | januari 1911                               | Vraag                          | |
| VV Swalmen (1)         | Swalmen              | oktober 1913                               | november 1914                  | |
| VV Swalmen (2)         | Swalmen              | september 1925                             | september 1927                 | Heette tot december 1925 Juliana Swalmen |
| VV Swalmen (3)         | Swalmen              | september 1940                             | —                              | Was tot 1940 aangesloten bij de RKLVB onder de naam DES, heette tot 1979 RKVV Swalmen                                                                                  |
| Swift '36              | Roermond             | september 1940                             | —                              | |
| SV Swolgense Boys      | Swolgen              | september 1940                             | —                              | Was tot 1940 aangesloten bij de RKLVB, heette tot 1946 RKSV Swolgen |
| VV Sylvia              | Schaesberg           | november 1922                              | november 1924                  | |
| VV Sylvia              | Nieuwenhagen         | juni 1928                                  | december 1930                  | Was vanaf 1930 aangesloten bij de RKLVB |
| TAC                    | Tegelen              | november 1919                              | oktober 1924                   | Was vanaf 1924 aangesloten bij de RKLVB |
| VV Tegelen             | Tegelen              | juli 1926                                  | 1949                           | Fuseerde in 1949 tot SC Irene |
| Tegelsche Boys         | Tegelen              | augustus 1927                              | januari 1928                   | |
| Tegelse Herten         | Tegelen              | juni 1944                                  | 1949                           | Fuseerde in 1949 tot SC Irene |
| VV Terwinselen         | Terwinselen          | oktober 1933                               | februari 1938                  | |
| VV Teutonen            | Maastricht           | september 1925                             | februari 1938                  | |
| THOR (1)               | Maastricht           | oktober 1909                               | november 1909                  | |
| THOR (2)               | Maastricht           | oktober 1913                               | augustus 1915                  | |
| THOR (3)               | Maastricht           | september 1919                             | 1921                           | |
| RKVV Thorn             | Thorn                | september 1940                             | —                              | Was tot 1940 aangesloten bij de RKLVB |
| RKTVV Tiglia           | Tegelen              | november 1926 september 1940               | september 1928 1955            | Was tussen 1928 en 1940 aangesloten bij de RKLVB, in 1955 gefuseerd tot RKTVV Tiglieja                                                                                 |
| RKTVV Tiglieja         | Tegelen              | 1955                                       | —                              | |
| TIP                    | Maastricht           | augustus 1923                              | maart 1926                     | |
| TONIDO                 | Blerick              | januari 1910                               | december 1910                  | |
| TOP '27                | Tienray              | september 1940                             | —                              | Was tot 1940 aangesloten bij de RKLVB, heette tot 1942 TOP, tussen 1942 en 1967 VV Tienray                                                                             |
| Traviata               | Maastricht           | juli 1933                                  | maart 1935                     | |
| SV Treebeek            | Treebeek             | september 1940                             | —                              | Heette tot 1968 RKVVT |
| Treebeeksche Boys      | Treebeek             | juli 1925                                  | Vraag                          | |
| VV Trintelen           | Trintelen            | september 1940                             | september 1941                 | Was tot 1940 aangesloten bij de RKLVB |
| VV Trompenberg         | Sittard              | augustus 1928                              | november 1930                  | Was vanaf 1930 aangesloten bij de RKLVB |
| VV Troja               | Klimmen              | september 1940                             | —                              | Was tot 1940 aangesloten bij de RKLVB |
| TSC (1)                | Tegelen              | november 1911                              | november 1914                  | |
| TSC (2)                | Tegelen              | november 1915                              | november 1919                  | |
| TSV (1)                | Tegelen              | september 1920                             | juli 1926                      | Was tot 1920 aangesloten bij de RKLVB onder de naam Blauw Geel, in 1926 gefuseerd tot VV Tegelen                                                                       |
| TSV (2)                | Tegelen              | september 1928                             | juli 1933                      | |
| TVV (1)                | Tegelen              | oktober 1910                               | november 1917                  | Heette tussen oktober 1912 en februari 1915 VV Tegelen |
| TVV (2)                | Tegelen              | oktober 1918                               | november 1920                  | |
| Het Tweede             | Venlo                | september 1920                             | november 1924                  | |
| Twivo                  | Meerssen             | september 1940                             | Vraag                          | Was tot 1940 aangesloten bij de RKLVB |
| UNI                    | Roermond             | november 1921                              | juli 1926                      | |
| UNI                    | Hoensbroek           | december 1926                              | augustus 1932                  | |
| Universeel             | Sittard              | november 1932                              | maart 1935                     | |
| RKVV Urmondia          | Urmond               | september 1940                             | —                              | Was tot 1940 aangesloten bij de RKLVB |
| VV Vaals (1)           | Vaals                | oktober 1918                               | maart 1919                     | |
| VV Vaals (2)           | Vaals                | april 1920 augustus 1924                   | juli 1923 1925                 | Heette tot augustus 1921 Zwart Wit, in 1925 gefuseerd tot VV Vaals (3)                                                                                                 |
| VV Vaals (3)           | Vaals                | juni 1925                                  | mei 1928                       | |
| VV Vaesrade            | Vaesrade             | september 1930 april 1936                  | oktober 1932 oktober 1939      | Was tussen 1932 en 1936 en vanaf 1939 aangesloten bij de RKLVB |
| De Valk'26             | Venray               | september 1940                             | maart 1945                     | Was tot 1940 aangesloten bij de RKLVB, fuseerde in 1945 tot SV Venray                                                                                                  |
| VV De Valken           | Valkenburg           | oktober 1919                               | januari 1920                   | |
| VV Valkenburg (1)      | Valkenburg           | 1910                                       | november 1916                  | |
| VV Valkenburg (2)      | Valkenburg           | november 1916                              | november 1919                  | |
| VV Valkenburg (3)      | Valkenburg           | juni 1928                                  | augustus 1928                  | Was tot juni 1928 en vanaf augustus 1928 aangesloten bij de RKLVB |
| Valkenburgse Boys      | Valkenburg           | september 1940                             | —                              | Was tot 1940 aangesloten bij de RKLVB |
| Valkenburgsche VV      | Valkenburg           | november 1910                              | februari 1912                  | |
| VCL                    | Limmel               | september 1940                             | 1943                           | Was tot 1940 aangesloten bij de RKLVB |
| VV Venlo               | Venlo                | augustus 1921                              | juli 1933                      | |
| Venlosche Boys         | Venlo                | september 1940                             | —                              | Was tot 1940 aangesloten bij de RKLVB |
| SV Venray              | Venray               | maart 1945                                 | —                              | |
| VV Veritas             | Neeritter            | september 1940                             | —                              | |
| VV Vesta               | Melick               | september 1940                             | —                              | Was tot 1940 aangesloten bij de RKLVB |
| VFC                    | Valkenburg           |                                            | oktober 1919                   | |
| Victoria Geleen        | Geleen               | augustus 1934                              | september 1937                 | Was tot 1934 en vanaf 1937 aangesloten bij de RKLVB onder de namen VVG (tot 1934) en RKVV Victoria (vanaf 1937)                                                        |
| RKVV Vijlen            | Vijlen               | september 1940                             | —                              | Was tot 1940 aangesloten bij de RKLVB |
| SV Vilt                | Vilt                 | september 1940                             | —                              | Was tot 1940 aangesloten bij de RKLVB |
| VIOST                  | Tegelen              | september 1940                             | 1944                           | Was tot 1940 aangesloten bij de RKLVB, in 1944 gefuseerd tot Tegelse Herten                                                                                            |
| GVV Vitesse            | Gennep               | juli 1910 september 1912                   | 1911 november 1914             | Was in het seizoen 1911/12 en vanaf 1915 aangesloten bij de Nijmeegsche Voetbalbond, heette tot 1911 GVC Vitesse                                                       |
| EVV Vitesse            | Eijsden              | februari 1910                              | Vraag                          | |
| VV Vlodrop             | Vlodrop              | september 1940                             | —                              | Was tot 1940 aangesloten bij de RKLVB |
| VV Vlug en Vrij        | Maastricht           | november 1922                              | februari 1926                  | |
| RKVV Voerendaal        | Voerendaal           | september 1935                             | —                              | Was tot 1935 aangesloten bij de RKLVB |
| VV Voerendaal          | Voerendaal           | december 1915                              | april 1924                     | |
| Volharding             | Spekholzerheide      | november 1914                              | oktober 1915                   | |
| Volharding             | Venlo                | september 1915                             | november 1920                  | |
| Volharding (1)         | Maastricht           | november 1919                              | juni 1926                      | |
| Volharding (2)         | Maastricht           | december 1926                              | augustus 1927                  | |
| Voorwaarts             | Maastricht           | september 1934                             | juli 1936                      | |
| VV VOS                 | Venlo                | oktober 1914 januari 1921 1944             | 1918 oktober 1939 —            | Was tussen 1918 en 1921 en tussen 1939 en 1940 aangesloten bij de RKLVB, in 1944 heropgericht; Club heette tot 1915 Vitesse tussen 1915 en 1921 VIOS                   |
| RKSV Vrusschemig       | Heerlerbaan          | september 1940                             | 1967                           | In 1967 gefuseerd tot Heerlen Sport |
| VSC (1)                | Venlo                | november 1911                              | oktober 1916                   | Stond ook bekend onder de naam Venlosche Sp C |
| VSC (2)                | Venlo                | november 1917                              | november 1919                  | Was vanaf 1919 aangesloten bij de RKLVB |
| VSC                    | Vaals                | juli 1932                                  | maart 1935                     | |
| VTV                    | Vaals                | augustus 1920 september 1940               | juni 1929 1967                 | Was tussen 1929 en 1940 aangesloten bij de RKLVB, fuseerde in 1967 tot Wit Groen VC                                                                                    |
| VVC                    | Venlo                | november 1920                              | juli 1933                      | |
| VVH '16                | Heerlen              | september 1940                             | 1967                           | Was tot 1940 aangesloten bij de RKLVB onder de naam VVH, fuseerde in 1967 tot SV Heerlen Sport                                                                         |
| VVM                    | Maastricht           |                                            | maart 1942                     | |
| VVN                    | Nieuwenhagen         | september 1929                             | Vraag                          | |
| VVN                    | Urmond (Nattenhoven) | oktober 1932                               | januari 1939                   | |
| VVO                    | Maastricht           | november 1925                              | —                              | |
| VVS                    | Roermond-Schöndelen  | september 1940                             | december 1940                  | Was tot 1940 aangesloten bij de RKLVB |
| VVV                    | Venlo                | oktober 1909                               | —                              | Was tot 1909 aangesloten bij de Brabantsche Voetbalbond |
| Walaria                | Well                 | september 1940                             | 1946                           | Heette tot juni 1942 WVC |
| RKVV Walburgia         | Ohé en Laak          | september 1940                             | —                              | Was tot 1940 aangesloten bij de RKLVB |
| VV Walram              | Valkenburg           | september 1940                             | —                              | |
| SV Wanssum             | Wanssum              | september 1940                             | —                              | Was tot 1940 aangesloten bij de RKLVB |
| VV Waubach (1)         | Waubach              | oktober 1912                               | oktober 1913                   | |
| VV Waubach (2)         | Waubach              | oktober 1916                               | november 1919                  | |
| RKVV Waubach           | Waubach              | juli 1924                                  | —                              | |
| Waubachse Boys         | Waubach              | september 1940                             | —                              | Was tot 1940 aangesloten bij de RKLVB onder de naam RK Waubach |
| VV Weert               | Weert                | november 1916                              | november 1919                  | |
| De Werthanen           | Weert                | september 1917                             | november 1919                  | |
| VV White Star          | Maastricht           | september 1934                             | —                              | |
| Wijker VC              | Maastricht           | oktober 1909                               | februari 1912                  | |
| VV Wijlre (1)          | Wijlre               | april 1912                                 | oktober 1913                   | |
| VV Wijlre (2)          | Wijlre               | september 1940                             | —                              | Was tot 1940 aangesloten bij de RKLVB |
| Wijnandia              | Wijnandsrade         | december 1926                              | Vraag                          | |
| Wilhelmina             | Swalmen              | november 1925                              | Vraag                          | |
| Wilhelmina '08         | Weert                | september 1940                             | —                              | Was tot 1940 aangesloten bij de RKLVB, heette tot 1941 Wilhelmina, tussen 1941 en 1945 Weert '08                                                                       |
| Wilhelmina             | Weert                |                                            | oktober 1919                   | |
| MVC Wilhelmina         | Maastricht           | maart 1910                                 | Vraag                          | |
| RKVV Willem I          | Maastricht           | augustus 1929                              | —                              | |
| Willem III             | Weert (Meerssen)     | april 1928                                 | Vraag                          | |
| RKSV Wit Groen VC      | Vaals                | 1967                                       | —                              | |
| Wit Groen              | Vaals                | oktober 1931                               | 1967                           | In 1967 gefuseerd tot RKSV Wit Groen VC |
| VV Wit Rood            | Maastricht           | september 1931                             | juli 1933                      | |
| RKSV Wittenhorst       | Horst                | september 1940                             | —                              | Was tot 1940 aangesloten bij de RKLVB |
| WVV '28                | Maastricht           | september 1940                             | —                              | Was tot 1940 aangesloten bij de RKLVB, heette tot 1948 VV Wittevrouwenveld                                                                                             |
| Woldersche Boys        | Wolder               | november 1936                              | 1949                           | |
| VV Wolfhaag            | Wolfhaag             | september 1940                             | Vraag                          | Was tot 1940 aangesloten bij de RKLVB |
| SV Ysselsteyn          | Ysselsteyn           | september 1940                             | —                              | Was tot 1940 aangesloten bij de RKLVB |
| VV Zwart Blauw         | Maastricht           | april 1912                                 | juli 1916                      | |
| VV Zwart Geel          | Vaals                | september 1932                             | augustus 1935                  | |
| SV Zwart-Wit '19       | Eys-Wittem           | september 1940                             | —                              | Was tot 1940 aangesloten bij de RKLVB onder de naam Zwart Wit |